# Cannondale Drapac Professional Cycling Team/2017
Deze pagina geeft een overzicht van Cannondale-Drapac Pro Cycling Team wielerploeg in 2017.

## Transfers
| Inkomend         | Team 2016                   | Uitgaand             | Team 2017               |
| ---------------- | --------------------------- | -------------------- | ----------------------- |
| Brendan Canty    | Drapac Professional Cycling | Jack Bauer           | Quick Step Floors       |
| Hugh Carthy      | Caja Rural-Seguros RGA      | Matti Breschel       | Astana Pro Team         |
| Will Clarke      | Drapac Professional Cycling | André Cardoso        | Trek-Segafredo          |
| Taylor Phinney   | BMC Racing Team             | Phil Gaimon          | Gestopt                 |
| Thomas Scully    | Drapac Professional Cycling | Benjamin King        | Team Dimension Data     |
| Tom Van Asbroeck | Team LottoNL-Jumbo          | Alan Marangoni       | Nippo-Vini Fantini      |
| Sep Vanmarcke    | Team LottoNL-Jumbo          | Moreno Moser         | Astana Pro Team         |
|                  |                             | Ramūnas Navardauskas | Team Bahrain-Merida     |
|                  |                             | Kristoffer Skjerping | Joker Icopal            |
|                  |                             | Ruben Zepuntke       | Development Team Sunweb |

## Renners
| Naam                | Geboortedatum | Nationaliteit       | Ploeg 2016                  | Ploeg 2018                  |
| ------------------- | ------------- | ------------------- | --------------------------- | --------------------------- |
| Alberto Bettiol     | 29-10-1993    | Italië              |                             | BMC Racing Team             |
| Patrick Bevin       | 02-05-1991    | Nieuw-Zeeland       |                             | BMC Racing Team             |
| Nathan Brown        | 07-07-1991    | Verenigde Staten    |                             |                             |
| Brendan Canty       | 17-08-1992    | Australië           | Drapac Professional Cycling |                             |
| Hugh Carthy         | 09-07-1994    | Verenigd Koninkrijk | Caja Rural-Seguros RGA      |                             |
| Simon Clarke        | 18-07-1986    | Australië           |                             |                             |
| Will Clarke         | 11-04-1985    | Australië           | Drapac Professional Cycling |                             |
| Lawson Craddock     | 20-02-1992    | Verenigde Staten    |                             |                             |
| Joseph Dombrowski   | 12-05-1991    | Verenigde Staten    |                             |                             |
| Davide Formolo      | 25-10-1992    | Italië              |                             | BORA-hansgrohe              |
| Alex Howes          | 01-01-1988    | Verenigde Staten    |                             |                             |
| Kristjan Koren      | 25-11-1986    | Slovenië            |                             | Bahrain Merida              |
| Sebastian Langeveld | 17-01-1985    | Nederland           |                             |                             |
| Ryan Mullen         | 07-08-1994    | Ierland             |                             | Trek-Segafredo              |
| Taylor Phinney      | 27-06-1990    | Verenigde Staten    | BMC Racing Team             |                             |
| Pierre Rolland      | 10-10-1986    | Frankrijk           |                             |                             |
| Thomas Scully       | 14-01-1990    | Nieuw-Zeeland       | Drapac Professional Cycling |                             |
| Toms Skujiņš        | 15-06-1991    | Letland             |                             | Trek-Segafredo              |
| Tom-Jelte Slagter   | 01-07-1989    | Nederland           |                             | Dimension Data              |
| Andrew Talansky     | 23-11-1988    | Verenigde Staten    |                             | stopt                       |
| Rigoberto Urán      | 26-01-1987    | Colombia            |                             |                             |
| Tom Van Asbroeck    | 19-04-1990    | België              | Team LottoNL-Jumbo          |                             |
| Dylan van Baarle    | 21-05-1992    | Nederland           |                             | Team Sky                    |
| Sep Vanmarcke       | 27-07-1988    | België              | Team LottoNL-Jumbo          |                             |
| Davide Villella     | 27-06-1991    | Italië              |                             | Astana Pro Team             |
| Wouter Wippert      | 14-08-1990    | Nederland           |                             | Roompot-Nederlandse Loterij |
| Michael Woods       | 12-10-1986    | Canada              |                             |                             |

## Belangrijkste overwinningen
Internationale Wielerweek
2e etappe: Toms Skujiņš
Ronde van Californië
5e etappe: Andrew Talansky
Ronde van Italië
17e etappe: Pierre Rolland
Route du Sud
3e etappe: Pierre Rolland
4e etappe: Thomas Scully
Nationale kampioenschappen wielrennen
Ierland - wegrit: Ryan Mullen
Ierland- tijdrit: Ryan Mullen
Ronde van Oostenrijk
2e etappe: Tom-Jelte Slagter
Ronde van Frankrijk
9e etappe: Rigoberto Urán
Colorado Classic
2e etappe: Alex Howes
Ronde van Alberta
2e etappe: Wouter Wippert
3e etappe: Alex Howes
4e etappe: Wouter Wippert
Milaan-Turijn
Rigoberto Urán
Mannen: 2005 · 2006 · 2007 · 2008 · 2009 · 2010 · 2011 · 2012 · 2013 · 2014 · 2015 · 2016 · 2017 · 2018 · 2019 · 2020 · 2021 · 2022 · 2023 · 2024 · 2025
Vrouwen: 2024 · 2025
AG2R-La Mondiale · Astana Pro Team · Bahrain-Merida · BMC Racing Team · BORA-hansgrohe · Cannondale-Drapac · Team Dimension Data · FDJ · Katjoesja-Alpecin · Team LottoNL-Jumbo · Lotto Soudal · Movistar Team · Orica-Scott · Quick Step · Team Sky · Team Sunweb · Trek-Segafredo · UAE Team Emirates